# Dombey und Sohn

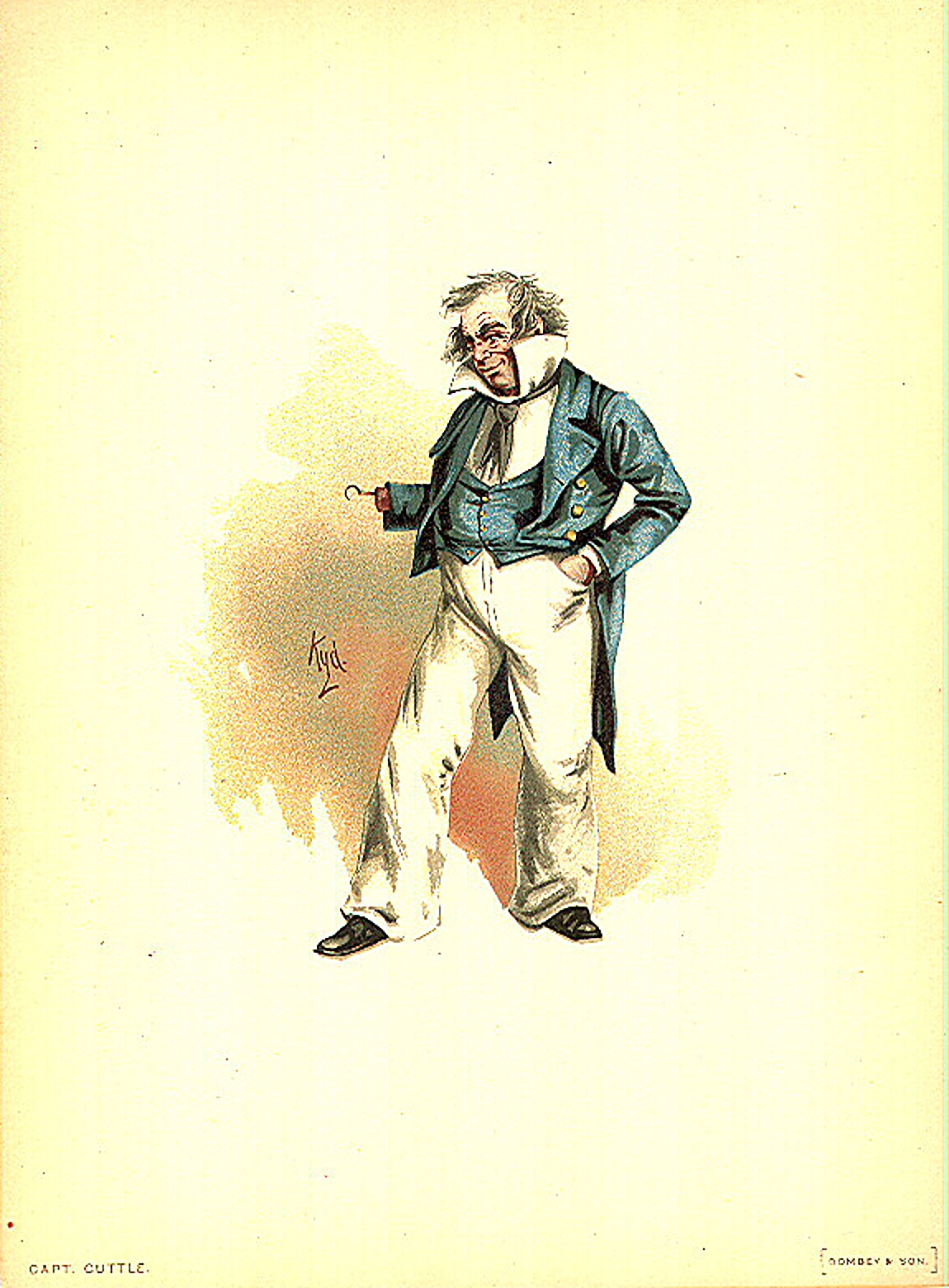
Die Figur des Captain Cuttle, einer der Nebenfiguren aus Dickens Roman Dombey und Son

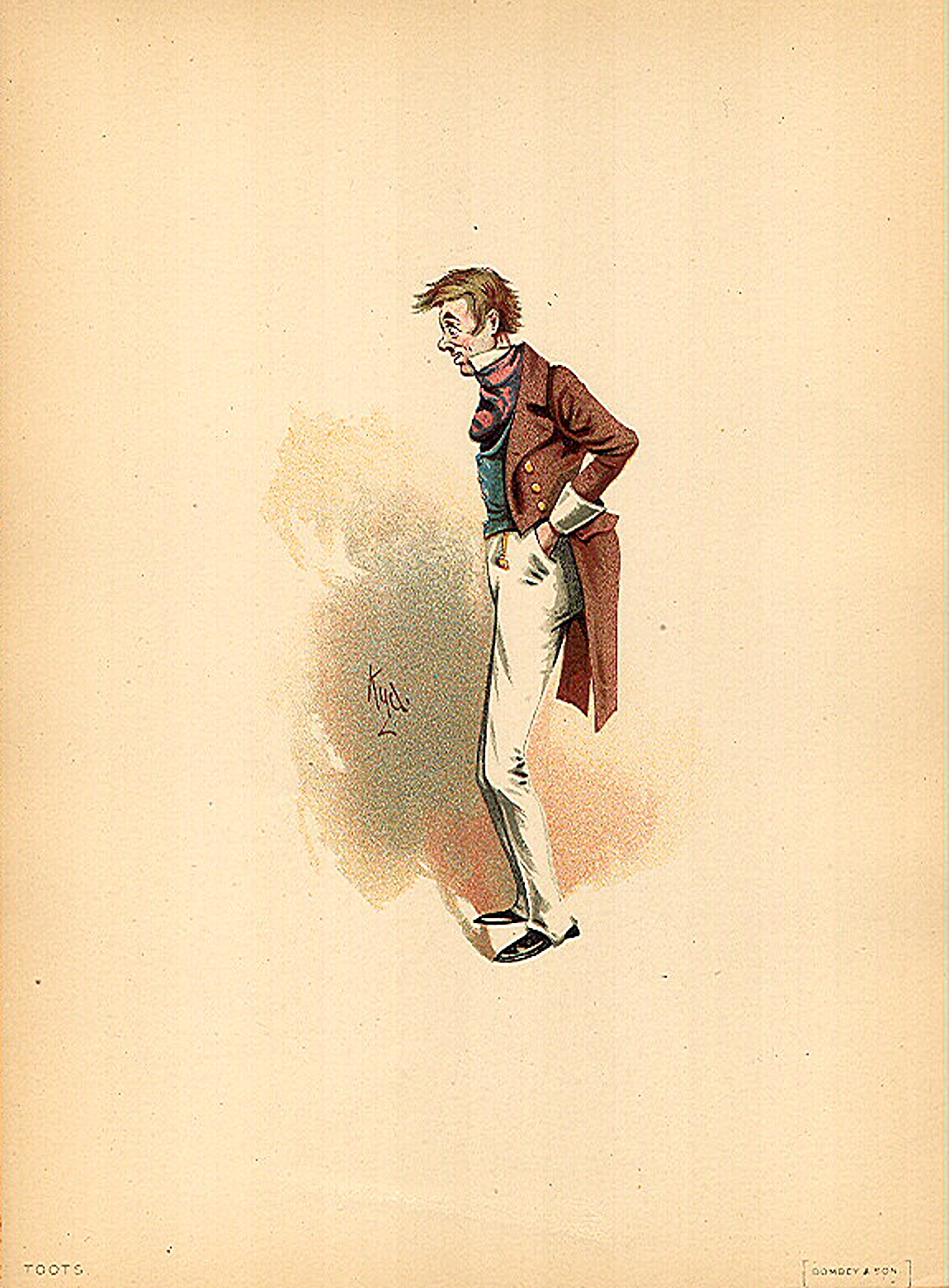
Die Figur des Toots, einer der Bewunderer der von Dombey vernachlässigten Florence

Dombey und Sohn, Originaltitel Dombey and Son, ist ein Roman des britischen Autors Charles Dickens. Er erschien in den Jahren 1847 und 1848 zunächst als Fortsetzungsgeschichte in einer Zeitung. Der Roman schildert, wie der gefühlslose und stolze Geschäftsmann Mr. Dombey zu Fall kommt, aber dank des Einflusses seiner so lang vernachlässigten Tochter Florence gutherzig wird. Der Tod von Paul Dombey, dem einzigen Sohn von Mr. Dombey, zählt zu den bekanntesten Todesszenen des viktorianischen Romans. Wie viele Romane Dickens’ zeichnet sich auch Dombey und Sohn durch eine Vielzahl brillant gezeichneter Nebenfiguren aus.
2015 wählten 82 internationale Literaturkritiker und -wissenschaftler den Roman zu einem der bedeutendsten britischen Romane.

## Handlung
Der Roman beginnt damit, dass Mr. Dombey, der reiche, stolze Besitzer der Schiffslinie Dombey und Sohn, Vater eines Sohnes wird, der auf den Namen Paul getauft wird. Seine Frau stirbt jedoch bei der Geburt von Paul. Die Liebe und aller Ehrgeiz des Vaters konzentriert sich auf diesen Sohn, ein merkwürdiges, frühreifes und kränkliches Kind. Paul wird zu seiner Erziehung in die Schule von Dr. Blimber geschickt, wo er jedoch erkrankt und wenig später stirbt.
Florence ist die ältere Schwester von Paul Dombey, die von Mr. Dombey jedoch vernachlässigt wird. Die Entfremdung zwischen Vater und Tochter nimmt noch zu, als Paul stirbt. Walter Gray, ein junger gutherziger Angestellter von Mr. Dombey, verliebt sich in Florence. Er wird von Mr. Dombey auf die Westindischen Inseln geschickt, weil Mr. Dombey der Beziehung zwischen seinem Angestellten und seiner Tochter ablehnend gegenüber steht. Das Schiff, mit dem Walter Gray segelt, erleidet auf seinem Weg zu den Westindischen Inseln Schiffbruch und man ist sich sicher, dass Walter Gray dabei ums Leben gekommen ist.
Mr. Dombey heiratet erneut – seine Ehefrau ist die stolze, aber verarmte junge Witwe Edith Granger. Dombeys herablassende Behandlung treibt sie in die Arme von Dombeys betrügerischen Verwalter Carker, der mit ihr nach Frankreich flieht. Dombey folgt ihnen nach Frankreich und bei einer Begegnung zwischen Carker und Dombey in einem Bahnhof stürzt Carker auf die Bahnschienen und wird von einem herannahenden Zug getötet. Wenig später muss die Firma Dombey und Sohn Insolvenz beantragen. Dombey hat nun Vermögen, Sohn und Ehefrau verloren. Florence hat zwischenzeitlich ihren Vater ebenfalls verlassen und heiratet Walter Gray, der den Schiffbruch überlebt hat. Der zutiefst bescheiden gewordene Dombey lebt lange einsam und verlassen, bis Florence zu ihm zurückkehrt und sein Herz erweicht.

## Erscheinungszeitpunkt
Neben Dombey and Son wurden 1847 mehrere Romane veröffentlicht, die heute zu den Klassikern der britischen beziehungsweise der Weltliteratur zählen. Zu den literarischen Sensationen dieses Jahres zählten neben Dombey und Sohn Charlotte Brontës Jane Eyre, Jahrmarkt der Eitelkeit von William Thackeray sowie der unter dem Pseudonym Ellis Bell veröffentlichte Roman Wuthering Heights von Emily Brontë.

## Trivia
- Dickens griff in seinen Romanen immer wieder aktuelle Ereignisse auf oder bezog sich auf Ereignisse, die die britische Öffentlichkeit besonders beschäftigten. In Dombey und Sohn findet sich unter anderem ein Bezug auf die mehr als 30 Jahre zuvor geschehenen Ratcliffe-Highway-Morde. Bei diesem Kriminalfall waren im Dezember 1811 in einem östlichen Randbezirk von London in zwei verschiedenen Nächten sieben Menschen in ihren Häusern direkt am Ratcliffe Highway oder in seiner unmittelbaren Nähe ermordet worden. Als Tatwerkzeug galt ein Hammer. Der Fall erregte in Großbritannien große Aufmerksamkeit und unterminierten über Jahrzehnte das Vertrauen der Bevölkerung in lokale Verwaltungseinheiten und ihre Fähigkeit, Recht und Ordnung aufrechtzuerhalten. In London hatten sie zur Folge, dass eine zentrale Polizeieinheit geschaffen wurde.[4] Dickens spielt auf diesen Mordfall indirekt an: Als Captain Cuttle, der in der Nähe des Mordtatorts lebt, eines Tages seine Fensterläden geschlossen lässt, spekulieren seine Nachbarn, dass er wohl durch einen Hammer erschlagen auf der Treppe läge. Ein großer Teil der Zeitgenossen dürfte zum Erscheinungszeitpunkt dieses Romans die Anspielung auf die mehr als drei Jahrzehnte zurückliegenden Morde noch verstanden haben.[5]
- Ada Lovelace, die britische Mathematikerin, die heute zu den Pionierinnen der Programmierung gezählt wird, bat Charles Dickens 1852, als sie bereits auf dem Totenbett lag, sie zu besuchen und ihr die Todesszene von Paul Dombey aus Dombey und Sohn vorzulesen.[6] Die Szene hatte bei ihrem Erscheinen als Fortsetzungsroman die britische Nation bereits so ähnlich bewegt wie der Tod der kleinen Nelly in Dickens’ Roman Der Raritätenladen.[1]

## Einzelbelege
1. 1 2 3   Margaret Drabble (Herausgeberin): The Oxford Companion to English Literature, Oxford University Press, Oxford 1985.
2. ↑  The Guardian:The best British novel of all times - have international critics found it?, aufgerufen am 2. Januar 2016
3. ↑  John Sutherland & Stephen Fender: Love, Sex, Death & Words: Surprising Tales from a Year in Literatur. icon Books Ltd, London 2011, ISBN 978-1-84831-269-2, S. 459
4. ↑  Judith Flanders: The Invention of Murder – How the Victorians Revelled in Death and Detection and Invented Modern Crime. Harper Collins Publishers, London 2011, ISBN 978-0-00-735247-0'. S. 16.
5. ↑  Judith Flanders: The Invention of Murder – How the Victorians Revelled in Death and Detection and Invented Modern Crime. Harper Collins Publishers, London 2011, ISBN 978-0-00-735247-0. S. 10.
6. ↑  James Essinger: A Female Genius: How Ada Lovelace, Lord Byron’s Daughter Started The Computer Age. Gibson Square. London 2014, ISBN 978-1-908096-66-1. Ebook-Position 2564